# 威爾士乾酪
威爾士乾酪（英語：Welsh rarebit或Welsh rabbit）是一道以融化的乾酪製成鹹味醬汁、加上其他佐料的烤麵包片。菜名最早出現於18世紀的大不列顛。典型威爾士乾酪採用切達乾酪為主材料。

## 醬汁
除乾酪之外，其他材料還包括麥芽酒、芥末醬、卡宴辣椒粉、紅椒粉、辣醬油。醬汁也可以用乾酪及芥末醬加上白汁替代。威爾士乾酪已經被奧古斯特·埃斯科菲耶等人列為經典前菜，通常為了強調不含肉類，大多以「Welsh rarebit」稱呼這道菜。
這道菜有多種烹調方法，有些烹飪書會列出兩種食譜，例如：1896年的《Bostan Cooking-School Cook Book》提供白汁基底的作法，以及添加啤酒的作法；1907年的《Le Guide Culinaire》記載添加麥酒或不加的作法；1956年的《Canstance Spry Cookery Book》則有添加麵粉及不加麵粉的作法。

## 種類
漢娜·格拉斯在她的烹飪書《烹飪的藝術》（1747年初版，最後一版出版於1843年），撰寫了威爾士乾酪（Welch rabbit）、蘇格蘭乾酪（Scotch rabbit）和兩種英格蘭乾酪（English rabbit）的製作方法。
「蘇格蘭乾酪（Scotch rabbit）的作法：將麵包兩面烤熱，抹上奶油，再切一片麵包大小的乾酪，將乾酪兩面都烤過以後置於麵包    上。」
「威爾士乾酪（Welch rabbit）的作法：將麵包兩面烤熱，烘烤乾酪其中一面放在吐司上，另一面用熱鐵板加熱至焦黃。也可以塗上芥末。」
「英格蘭乾酪（English rabbit）的作法：將麵包兩面烤至焦黃放在盤子裡，倒一杯紅酒在麵包上，讓麵包吸飽紅酒。將大量乾酪薄片撒在麵包上，放進烤箱，很快就會烤至焦黃。熱騰騰上桌。」
「或者這樣做：麵包烤好後浸在紅酒裡，盤底塗抹奶油，放上乾酪，加二或三大匙白酒，蓋上另一個盤子，放在木炭加熱的保溫容器裡2或3分鐘，攪拌至均勻熟透。也可以加入一點點芥末；醬汁煮好就可以放在麵包上，用加熱鏟（hot shovel）烤至焦黃。」
在牛津英語字典中，Buck rarebit指的是上面加了荷包蛋的威爾士乾酪。熱布朗三明治是在傳統的威爾士乾酪上加火雞肉或者培根。加了西紅柿（或西紅柿湯）的威爾士乾酪叫做Blushing Bunny。

## 起源

### Welsh
第一個使用“Welsh”的記錄出現在1725年，但是這個詞的完整起源卻已不可考。
聚某些推測，Welsh Rabbit是從一種南威爾士主食演變而來，大量乾酪放在蛋和牛奶混和物上，以鹽和胡椒調味，用烤箱烤到雞蛋混和物凝固，乾酪融化為止。也可以添加洋蔥，烤好的混和物配奶油和麵包一起食用，有時也會配醃甜菜的醋一起吃。

### Rarebit
“rarebit”是“rabbit”（兔子）的變體，“Welsh rabbit”最早的記錄是在1725年，變體“Welsh rarebit”最早的記錄則是在1785年（弗朗西斯·格羅斯）。牛津英語字典上說“沒有rarebit單獨使用的證據”。
英國語源學家Michael Quinion認為威爾士乾酪實際上就是乾酪土司，“rarebit”只是一個錯誤的拼寫，同時和兔子這種動物本身並無關係。
亨利·華生·福勒在他1926年版的《現代英語用法字典》中說：
|  | Welsh Rabbit是好笑而正確的。Welsh Rarebit是愚蠢而錯誤的 |

## 傳說和幽默故事
烹飪書《Betty Crocker's Cookbook》聲稱威爾士乾酪名稱的起源是因為威爾士農民不可以在貴族的土地上捕獵野兔，所以採用了融化的乾酪來代替兔肉。同時還聲稱本·瓊森和查爾斯·狄更斯曾在倫敦的老柴郡乳酪酒館食用威爾士乾酪。但二者皆無可靠的證據支持。